# Tensa Espera...
Tensa Espera... es un grupo de rock español, procedente de la localidad madrileña de Móstoles.  

## Historia
El grupo apareció en el año 2007 en uno de los barrios de la localidad de Móstoles (Madrid), cuando el cantautor y actual vocalista del conjunto, David Yuste, decide dar un "aire rock" a algunos de sus temas.  Para ello encargó a Iván (guitarrista) los arreglos pertinentes para aportar el sonido que se pretendía.  Tensa Espera... tiene un estilo propio que les caracteriza, combinando la fuerza del rock urbano con las letras más sentidas, directas y divertidas.

## Tensa Espera... ARRANCAMOS
"Arrancamos" es el título que da nombre al primer disco grabado por el grupo.  El título se debe a que se trata del primer trabajo con el que arrancan su carrera musical. 
Consta de 10 temas en los que se tratan temas de la vida cotidiana, problemas sociales y de los más íntimos sentimientos.  Con este peculiar cóctel de asuntos se presentan canciones llenas de fuerza, energía y ritmo frenético, atendiendo siempre a la concienciación y sobriedad que sus letras requieren.  
Entre los temas se encuentran los que ya pueden catalogarse como "clásicos" del grupo: Esta vez,  Me tienes cansado y Si no estás tú.

## Componentes
En la actualidad y tras varios cambios en sus componentes, Tensa Espera... completa su formación con cinco músicos:  
- Daniel Bullido (Mini) - Batería
- Abel Agudo (Abel) - Bajo Eléctrico
- David Yuste (Yuste) - Vocalista/Guitarra Acústica
- Iván García (Iván) - Guitarra Eléctrica

## Álbumes
- Arrancamos (2007)
- Mordiendo la Luna (2010)